# 가정 자동화

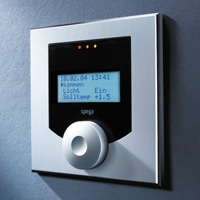
공간 통제 장치

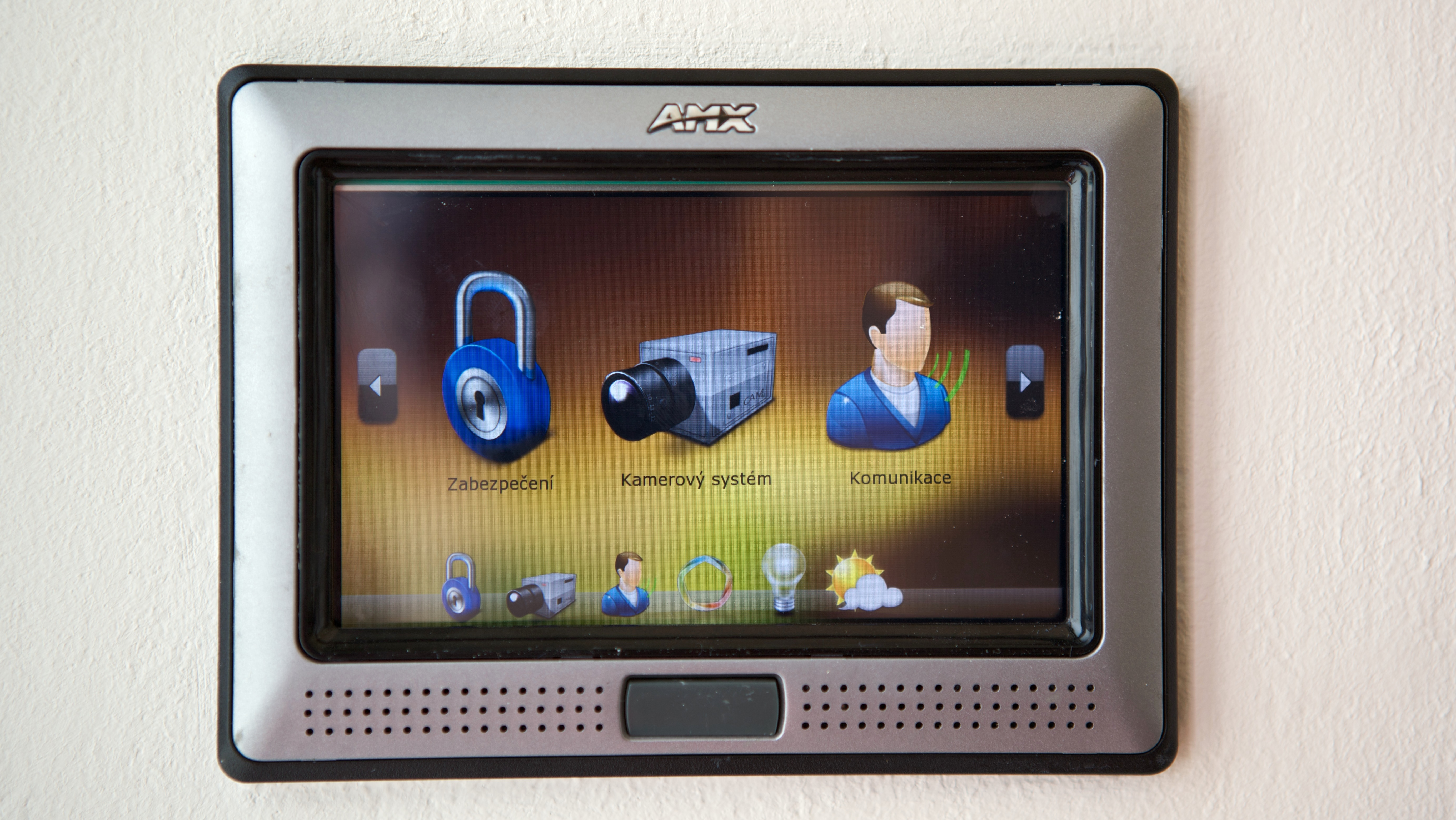
CITIB-AMX 통제 패널

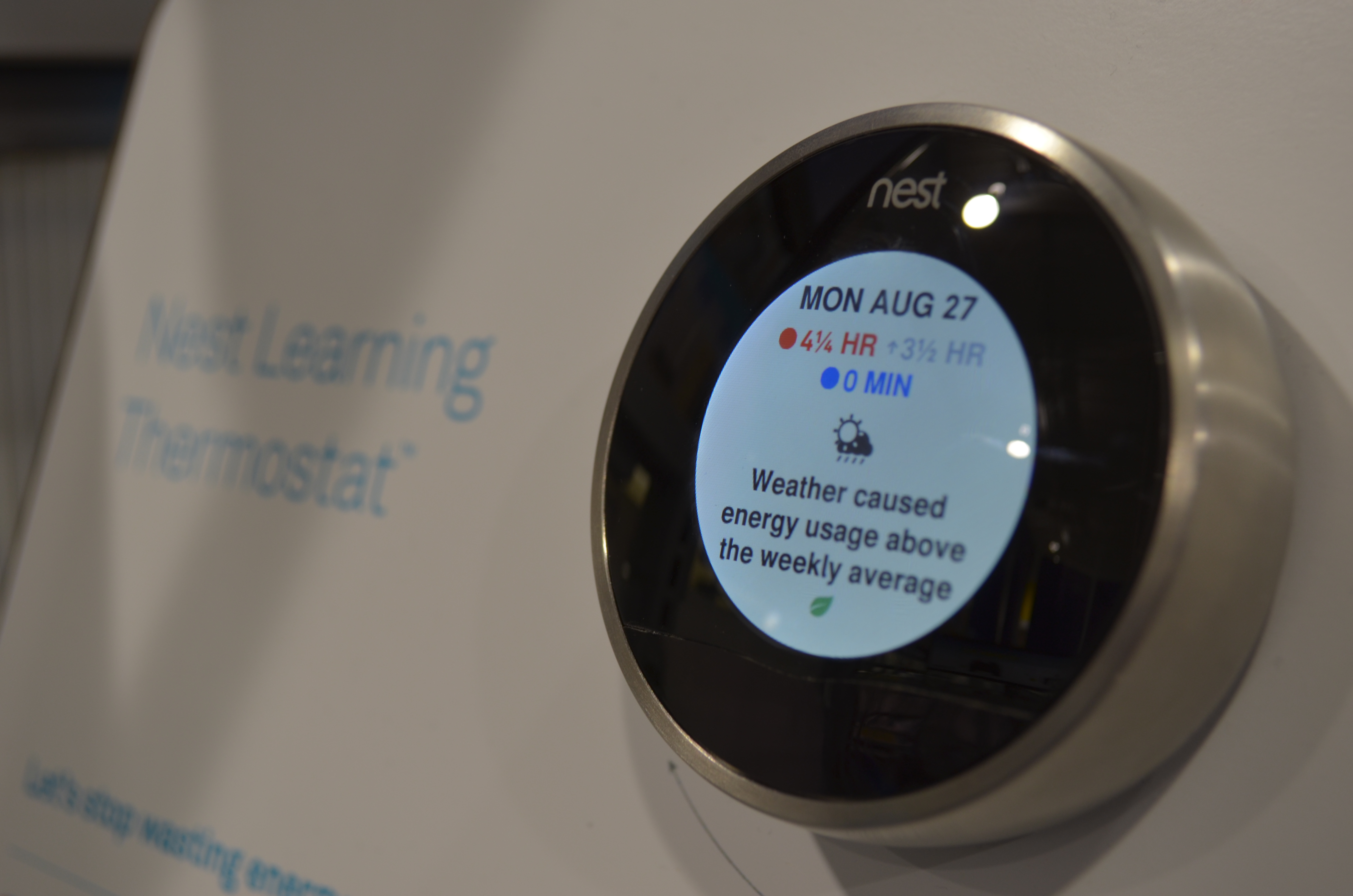
에너지 사용량에 미치는 날씨의 영향을 보여주는 Nest Learning Thermostat

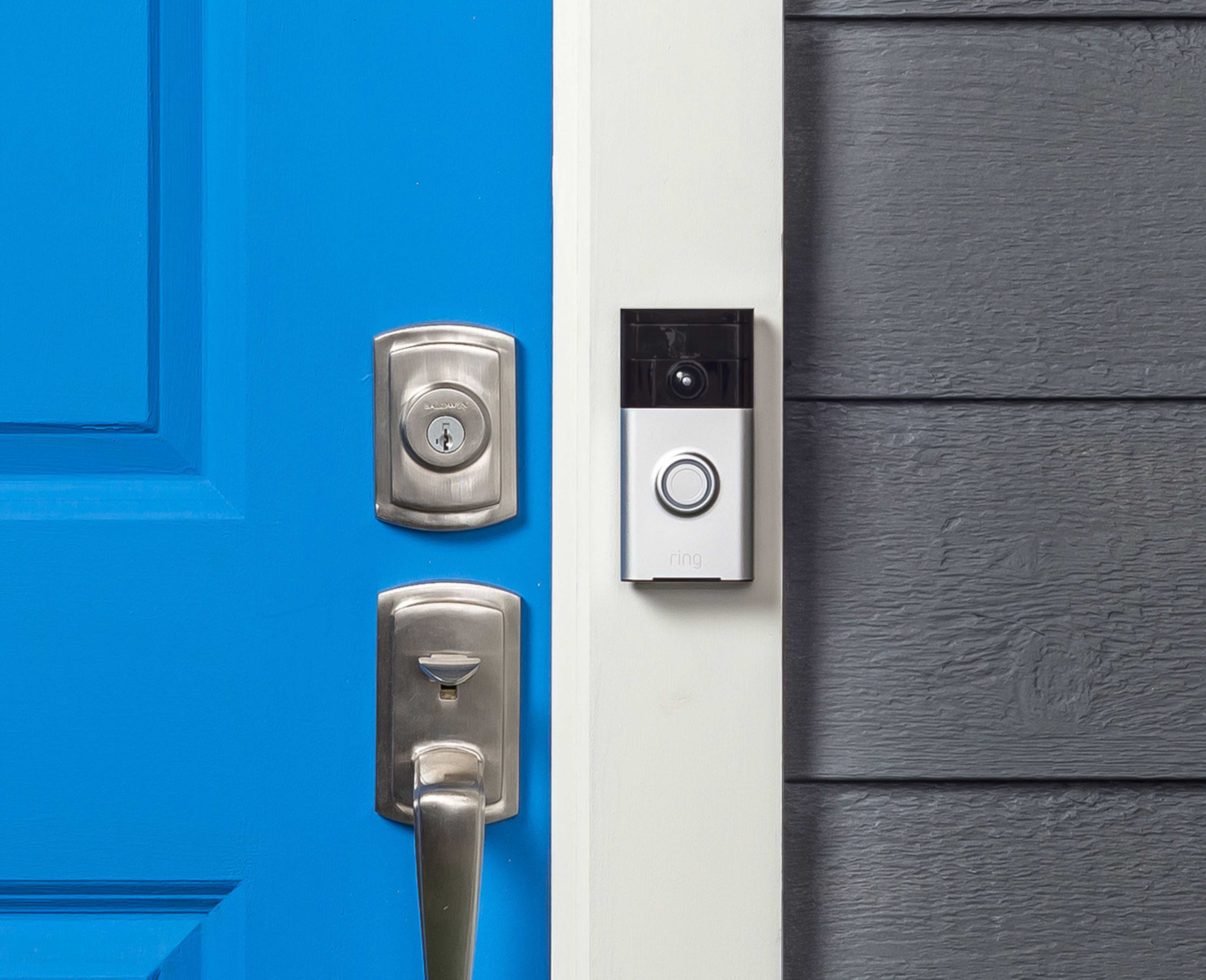
와이파이 카메라가 있는 링비디오 도어벨

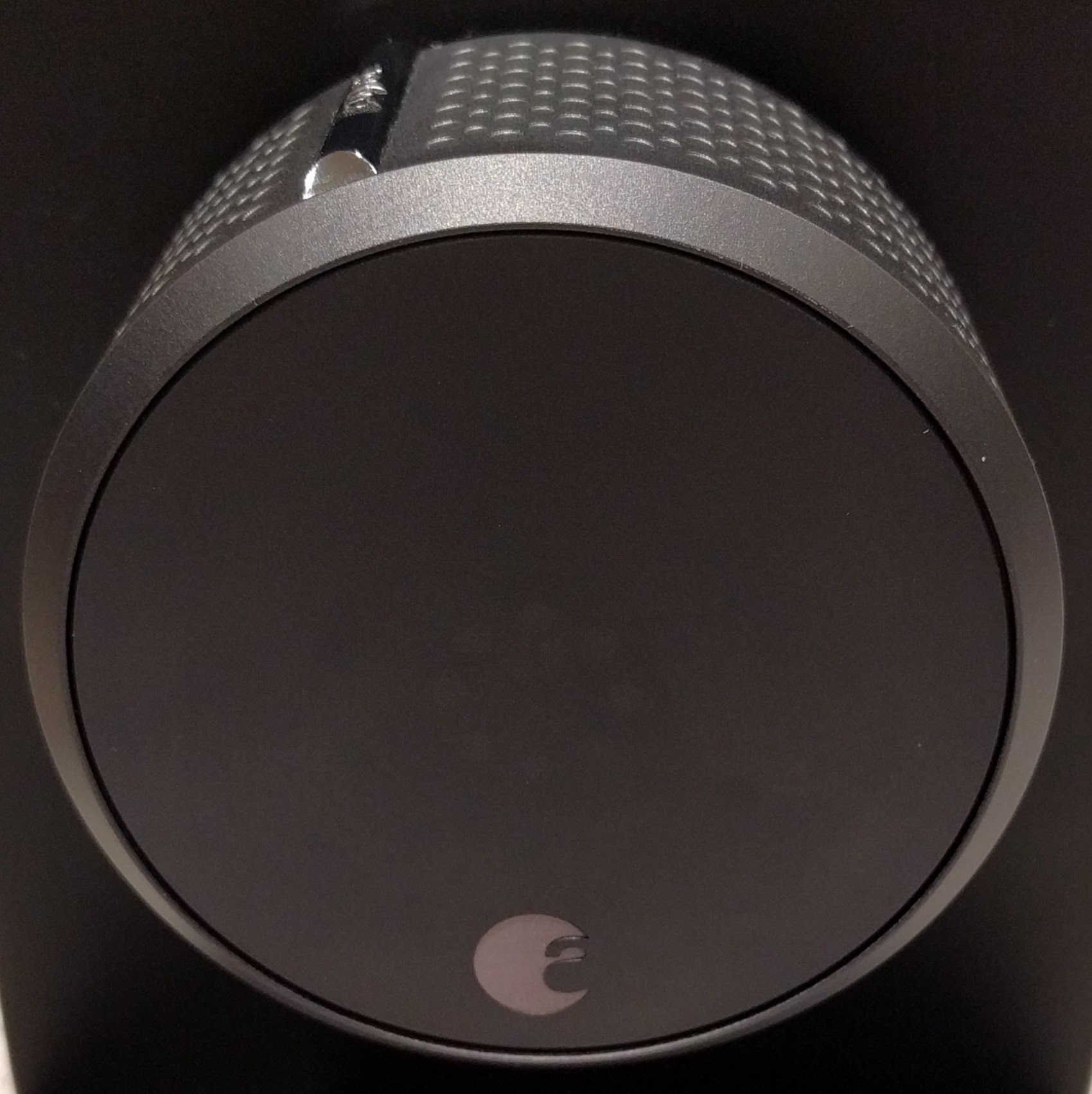
August Home 스마트락

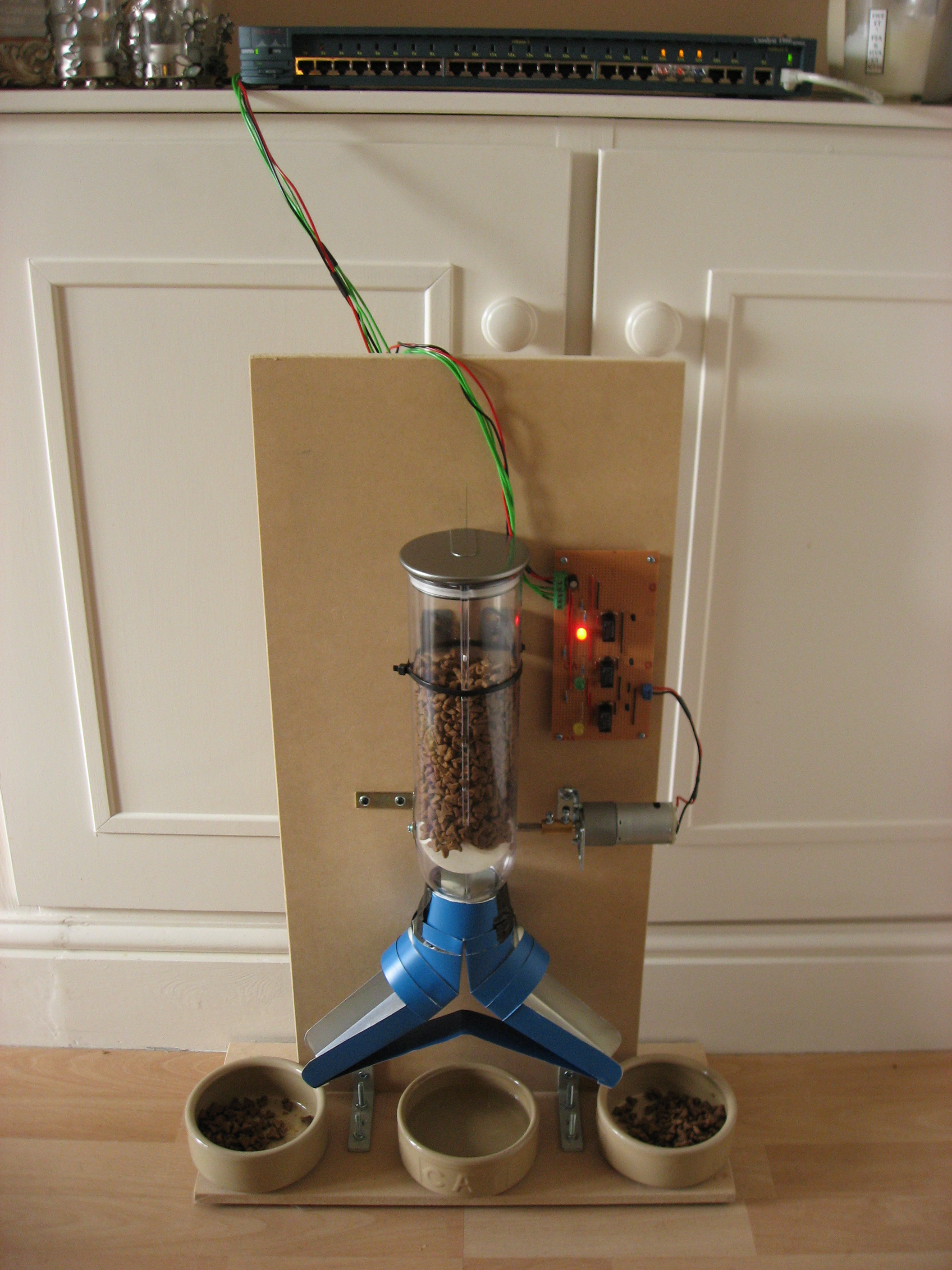
인터넷에 연결된 홈메이드 고양이 먹이통

가정 자동화(영어: home automation 또는 domotics) 또는 스마트 홈(smart home), 스마트 하우스(smart house)는 자동화를 지원하는 개인 주택을 말한다. 가정 자동화에서는 Wi-Fi가 주로 원격 모니터링 및 제어에 사용된다. 가정 자동화 기기는 인터넷을 통해 원격으로 모니터링되고 제어되는 사물 인터넷(IOT)의 중요한 구성요소이다. 현대의 가정 자동화 시스템은 일반적으로 사용자 인터페이스로 제어되는 게이트웨이라는 중앙 허브에 연결된 스위치와 센서로 구성된다. 이 포트는 주로 벽걸이형 터미널, 휴대폰 소프트웨어, 태블릿 컴퓨터 또는 웹 인터페이스와 상호작용하며 종종 인터넷 클라우드 서비스를 통해 이뤄진다. 가정 자동화 관련 업계에는 경쟁 업체가 많지만 업계 표준으로 인정되는 업체는 거의 없으며 서로 분열되어 있다. 제품에 대한 대중적인 통신 프로토콜에는 X10, 이더넷, RS-485, 6LoWPAN, Bluetooth LE(BLE), ZigBee 및 Z-Wave 또는 기타 독점 프로토콜등이 있고 이들은 서로 호환되지 않는다. 가정 자동화 시장은 2013년 57억 7,000만 달러의 가치가 있었고 2020년까지 시장가치는 128억 달러에 달할 것으로 예측된다.

## 역사
초기 가정 자동화는 노동력을 절약하는 기계로 시작되었다. 독립형 전기 또는 가스 가전 제품은 1900년대에 전력 분배가 도입됨에 따라 세탁기 (1904), 온수기 (1889), 냉장고, 재봉틀, 식기 세척기 및 의류 건조기가 도입되었다.
1975년 최초의 범용 홈 오토메이션 네트워크 기술인 X10이 개발되었다. X10은 전자 장치의 통신 프로토콜로 주로 시그널링 및 제어를위한 전력 전송 배선을 사용하며, 신호는 짧은 주파수의 디지털 데이터를 포함하며 가장 널리 사용된다. 1978년까지 X10 제품에는 16 채널 명령 콘솔, 램프 모듈 및 기기 모듈이 포함되었고 그 후 벽 스위치 모듈과 첫 번째 X10 타이머가 나왔다.
ABI Research에 따르면 2012년까지 미국에서는 150 만 개의 홈 오토메이션 시스템이 설치되었다.
Li et al에 따르면. 홈 오토메이션은 3 세대가 있다.
1. 1세대: 프록시 서버가 있는 무선기술, 예) Zigbee;
2. 2세대: 인공지능 제어 전기장치, 예) 아마존 에코;
3. 3세대: 인간과 상호작용하는 로봇, 예) Robot Rovio, Roomba.

## 응용 프로그램 및 기술
- 난방, 환기 및 공조 (HVAC) : 간단하고 친숙한 사용자 인터페이스를 통합하여 인터넷을 통해 모든 가정용 에너지 모니터를 원격 제어 할 수 있다.[7][8]
- 조명 제어 시스템
- 거주자 인식 제어 시스템 : 스마트 미터기 및 CO2 센서와 같은 환경 센서를 사용하여 가정의 점유를 감지하는 것이 가능하다. CO2 센서는 에너지 효율에 대한 응답을 주는 자동화 시스템과 편리한 응용 프로그램을 만드는 것에 통합된다.[9],[10]
- 보안 : 가정용 자동화 시스템과 통합 된 가정용 보안 시스템은 인터넷을 통해 보안 카메라를 원격 감시하거나 모든 경계 문과 창문을 중앙에서 잠그는 것과 같은 추가 서비스를 제공 할 수 있다.[11]
- 누출 감지, 연기 및 CO 탐지기[12][13]
- 애완 동물 관리, 예를 들어 애완 동물의 움직임을 추적하고 액세스 권한을 제어한다.[14]

## 비판과 논란
가정 자동화는 다양한 가정 자동화 장치들의 하드웨어와 소프트웨어의 차이점을 고려하는 응용프로그램 개발작업과 플랫폼 단편화, 표준기술의 부재로 어려움을 겪고 있다.고객들은 자신들이 만들거나 상호연결해야하는 IOT가 독점 소프트웨어, 하드웨어, 프로토콜을 사용하기 때문에 투자하기를 주저 할 수 있다.
핵심 운영 체제에서 발견된 버그에 대한 패치가 종종 더 늦어지고 저렴한 장치가 나오지 않기 때문에 홈 자동화 장치의 안정성이 문제가 될 수 있다
.한 연구원에 따르면 패치와 업데이트가 적용된 구형 장치를 지원하지 못한 공급 업체가 87 % 이상의 활성 장치를 취약하게 만든다고 했다.

## 같이 보기
- u-Korea
- IT839 전략
- u-City
- 유비쿼터스
- Z-Wave
- 사물인터넷
- 스마트 장치